# Egozcue
Egozcue (Egozkue en euskera y de forma oficial) es una localidad española y un concejo de la Comunidad Foral de Navarra perteneciente al municipio de Anué. 
Está situado en la Merindad de Pamplona, en la comarca de Ultzamaldea, y a 24 km de la capital de la comunidad, Pamplona. Su población en 2014 fue de 26 habitantes (INE), su superficie es de 6,41 km² y su densidad de población de 4,06 hab/km².

## Geografía física

### Situación
La localidad de Egozcue está situada en la parte oiental del municipio de Anué a una altitud de 525 m s. n. m. Su término concejil tiene una superficie de 6,41 km² y limita al norte con Arizu; al este con Iragui (Esteríbar); al sur con Olagüe y al oeste con Etuláin.
|                | Norte: Arizu |                          |
| Oeste: Etuláin |              | Este: Iragui (Esteríbar) |
|                | Sur: Olagüe  |                          |

## Demografía

### Evolución de la población
| Gráfica de evolución demográfica de Egozcue entre 2000 y 2010 |
|                                                               |
| Datos según el nomenclátor publicados por el INE.             |